# Vem bor här
Vem bor här? är ett svenskt underhållningsprogram som hade premiär den 6 april 2015 i SVT1 och på SVT Play.
I varje avsnitt får fem eller sex personer som inte känner varandra besöka varandras hem. De ska sedan tävla om att gissa vem som bor i vilken bostad. Bostäderna ska vara lite annorlunda och intresseväckande, särskilt med tanke på inredningen.
Dom tio första säsongerna har programmet letts av Malin Olsson, och inför den elfte säsongen 2025 tog Keyyo över programledarrollen.
Serien är producerad av Fremantle. Det har funnits en liknande serie som sändes i Kanada år 2014, som hette Who lives here?.